# Friedrich Ulmer (Theologe)
Friedrich Ulmer (* 15. März 1877 in München; † 18. August 1946 in Erlangen) war ein deutscher evangelisch-lutherischer Theologe und Pfarrer sowie Hochschulprofessor und Präsident des Martin-Luther-Bundes.

## Leben
Friedrich (Karl Hans) Ulmer studierte Philosophie, Orientalistik und Theologie in München, Erlangen und Leipzig. In dieser Zeit wurde er neben u. a. Otto Weber und Friedrich Seggel 1896 eines der Gründungsmitglieder der christlichen Studentenverbindung Münchener Wingolf. In den nachfolgenden Jahren trat er auch dem Erlanger Wingolf und dem Münchener Wingolf an der Technischen Hochschule bei, der später mit dem Münchener Wingolf fusionierte.
Nach seinen Promotionen als Geisteswissenschaftler und Theologe war Ulmer von 1910 bis 1918 Pfarrer in Adelshofen bei Rothenburg ob der Tauber und während des Ersten Weltkriegs Feldgeistlicher. Anschließend wirkte er bis 1920 als Pfarrer der St. Jakob-Gemeinde in Nürnberg und danach als Stadtpfarrer und Dekan in Dinkelsbühl. Im Jahr 1924 wurde er Professor der praktischen Theologie an der Universität Erlangen.
Im Dritten Reich stand Ulmer dem System anfangs positiv gegenüber und bekannte sich in der Zeitschrift Lutherische Kirche vom 1. April 1934 positiv zum Führer. Laut seinem Kollegen Wolfgang Trillhaas ließ er sich an Loyalität gegenüber dem Regime „nicht übertreffen“. Auch nach Ansicht des konservativen Lutheraners Wilhelm Freiherr von Pechmann, der mit Ulmer über die nationalsozialistische Bekämpfung des Christentums korrespondierte, war ihm die Abgrenzung der lutherischen Kirche von der altpreußischen Union wichtiger als die Abwehr des „nationalsozialistischen Antichristentums“. Gleichwohl kritisierte Ulmer zwei Jahre später in der Lutherischen Kirche einen Aufruf Robert Leys, welcher das Christentum ebenso wie Klassenhass, liberalistisches Bürgertum und marxistisches Proletariat als lebensverneinend und lebenszerstörend angeprangert hatte. Ley fehle die nötige Sachkenntnis über das Christentum, urteilte Ulmer. Zudem möge er bedenken, dass Millionen Christen „trotz solch niederschmetternder und freuderaubender Erfahrungen nicht müde werden, in Fürbitte, so wie des Führers, so wie des gesamten Reiches und Volkes“ zu gedenken. An anderer Stelle klagte Ulmer: „Wir bitten als Deutsche und als Christen alle amtlichen Redner, uns nicht das Anhören von Reden zuzumuten, welche wir als Zerstörung unseres Heiligsten und der Volksgemeinschaft ansehen müssen.“ In der Folge fand auf Ulmer 1937 als einzigen Professor der Erlanger Fakultät § 6 des damaligen Berufsbeamtengesetzes Anwendung. „Zur Vereinfachung der Verwaltung“ konnten Beamte ohne Angabe von Gründen zwangsweise in den vorzeitigen Ruhestand versetzt werden, was in der Weimarer Republik zur Entlastung der öffentlichen Haushalte diente und den Nationalsozialisten als Entlassungsgrund für Regimegegner. Die Versuche der Erlanger Fakultät, die Emeritierung zu erreichen, blieben erfolglos. Erst im Januar 1946, ein halbes Jahr vor seinem Tod, wurde er rehabilitiert und emeritiert.
Der Mediziner Wolfgang T. Ulmer ist sein Sohn.

## Martin-Luther-Bund
Zwischen 1928 und 1937 war Ulmer außerdem Präsident des 1885 gegründeten Martin-Luther-Bundes, in dem sich die einzelnen Gotteskasten in den lutherischen Landeskirchen sowie den Evangelisch-Lutherischen Kirchen Preußen und Baden zusammenschlossen. Die Amtszeit Ulmers war u. a. geprägt von einem erheblichen Aufschwung, einem Zuwachs um einen polnischen und einen Schweizer Gliedverein sowie 1932 die Umbenennung von Verbündete Lutherische Gotteskasten. Darüber hinaus profitierte die Erlanger Theologenfakultät davon, dass Ulmer vor Ort das Auslands- und Diasporatheologenheim errichten und die Zentralstelle, sprich den Hauptsitz, von Leipzig nach Erlangen verlegen ließ. Als Präsident des Martin-Luther-Bundes war er verantwortlich für die Zeitschrift Lutherische Kirche, bis ihm 1937 die Herausgabe im Zuge des Verbots auch weiterer kirchlicher Zeitungen entzogen wurde. Aus  heutiger Perspektive bezeichnet der Martin-Luther-Bund Ulmers Haltung gegenüber dem Nationalsozialismus als „kompromisslos“, damals führten die Bitten der damaligen Akteure im Nachklang der Zwangspensionierung als Professor dazu, dass Ulmer sein Amt als Präsident des Martin-Luther-Bundes niederlegte.
Darüber hinaus war Ulmer ab 1933 Beisitzer im Lutherischen Einigungswerk (von 1868 bis 1927 Allgemeine Evangelisch-Lutherische Konferenz), einem internationalen Zusammenschluss von lutherischen Einzelpersönlichkeiten und gehörte dem von August 1934 bis Juni 1936 bestehenden Lutherischen Rat an, der einen engeren Zusammenschluss des Luthertums innerhalb der Bekennenden Kirche herbeiführen sollte.

## Veröffentlichungen (Auswahl)

### Als Autor
- Die Predigt im lutherischen Gottesdienst, Erlangen 1939.
- Kirchenwerkkunde der evangelisch-lutherischen Kirche im Abriß, Erlangen 1938.
- Bekenntniskirche und Gustav Adolf-Verein und Martin Luther-Bund. Vom Standpunkt innerhalb der lutherischen Kirche aus gesehen, Erlangen 1934.
- Was wird aus unserer Kirche? Zur neuen Kirchenverfassung, 2. veränd. Aufl., Erlangen 1933.
- Wesen und Umgrenzung der Liturgik, Leipzig 1928.
- Suchen laß uns den Weg. Neue Gedichte, Rothenburg o. T. 1921.

### Als Herausgeber
- Predigtbuch der Lutherischen Kirche. Ein Jahrgang Predigten über die alten Episteln, Erlangen 1936.
- Die Augsburgische Konfession, in ihrem der Sprache der Gegenwart angeglichenen Wortlaut und mit den nötigen erklärenden Anmerkungen der Gemeinde, Leipzig 1930.
- Die Schwabacher, Marburger und Torgauer Artikel in ihrem der Sprache der Gegenwart angeglichenen Wortlaut und mit Anmerkungen, Erlangen 1930.
- Erziehungspredigten, Berlin 1926.